# دايجيرو كاتو
دايجيرو كاتو (باليابانية: 加藤大治郎؛ بالكانا: かとう だいじろう) كان سائق دراجات نارية ياباني فاز ببطولة سباق الجائزة الكبرى للدراجات النارية. نافس في سباقات بطولة العالم لفئة 250 سي سي ولفئة 50 سي سي.

## البطولات
- سباق الجائزة الكبرى للدراجات النارية 2001

## روابط خارجية
- دايجيرو كاتو على موقع MotoGP.com (الإنجليزية)